# گیسنگ
گیسنگ (انگلیسی: Kisaeng) زنانی از خانواده‌های پایین یا بردگان بودند که به عنوان یک روسپی درباری آموزش دیده بودند. آنان هنرمندان زنی بودند که برای اضافه نمودن هیجان به ضیافت‌ها و مهمانی‌های نوشیدن به کار گرفته می‌شدند. آنها متعلق به پائین‌ترین طبقه اجتماعی در عهد چوسون بودند و هنرمندانی به‌شمار می‌رفتند که در ادبیات، موسیقی و رقص مهارت داشتند. گیسنگ‌ها مردان را با موسیقی، گفتگو و شعر سرگرم داشتند و از نظر کاری بسیار شبیه به گیشاهای ژاپنی بودند. گیسنگ‌های بسیار ماهر در دربار سلطنتی خدمت می‌کرد، در حالی که دیگران در خانه‌های یانگبان یا مقامات علمی کار می‌کردند. بعضی از گیسنگ‌ها در زمینه‌های دیگر نیز آموزش دیده‌اند، مانند پرستاری، هرچند گیسنگ‌های رده پایین‌تر به عنوان روسپی نیز خدمت می‌کردند.
گیسنگ‌ها نقش مهمی دربرداشت کره ای از فرهنگ سنتی پادشاهی چوسون دارد. برخی از قدیمی‌ترین و محبوب‌ترین داستان‌های کره، مانند چون هیانگ جئون، گیسنگ را به عنوان قهرمان معرفی می‌کنند. اگرچه نام اکثر گیسنگ‌های واقعی فراموش شده‌است، اما تعداد کمی از آنها به خاطر یک ویژگی برجسته مانند مهارت و توانمندی یا وفاداری به خاطر سپرده شده‌اند. مشهورترین آنها هوانگ جینی در قرن شانزدهم است.

## تاریخچه
گیسنگ همچنین به عنوان «گل‌هایی که شعر می‌گویند» نیز شناخته می‌شوند. آنها احتمالاً در سال‌های ۹۳۵ تا ۱۳۹۴ در پادشاهی گوریو پدید آمدند و در دوره‌های مختلف از ۱۳۹۴ تا ۱۹۱۰ در انواع گوناگون منطقه‌ای وجود داشتند.
از لحاظ طبقاتی، گیسنگ‌ها عضوی از طبقه چئونمین یا برده بودند که به‌طور رسمی متعلق به دولت بودند - که آنها را ثبت کرده بود. هر دختری که از به گیسنگ متولد می‌شد، مجبور به تبدیل شدن به گیسنگ بود.
اصلاحات گابو در سال ۱۸۹۵ سیستم طبقاتی سلسله چوسون و برده داری را نیز به‌طور رسمی از بین برد. از آن سال به بعد، تمام گیسنگ‌ها به‌طور اسمی آزاد شدند. اما در عمل، بسیاری از گیسنگ‌ها، مانند بسیاری دیگر از برده‌ها، سالها به بندگی ادامه دادند. علاوه بر این، بسیاری از کسانی که آزاد شدند هیچ شغل دیگری نداشتند. آنها اکنون بدون حمایتی نسبت به وضعیتشان به عنوان سرگرم‌کننده به کارشان ادامه دادند. در دهه بعد بسیاری از این گیسنگ‌ها برای کار به جاهای دیگر رفتند.